# Protex
Protex est une marque de préservatifs

## Gamme de préservatifs
- Protex Classic Naturel
- Protex Classic Green
- Protex Azur
- Protex Extra Large
- Protex Anatomic Rose
- Protex Stymulève
- Protex Frutti
- Protex Sélection
- Protex Original
- Protex Tex
- Protex Pullon